# Сизер

Сизер — река в России, протекает в Кочёвском районе Пермского края. Устье реки находится в 107 км по правому берегу реки Лолог. Длина реки составляет 13 км.
Исток реки в лесах Верхнекамской возвышенности в 23 км к западу от села Пелым (центр Пелымского сельского поселения). Река течёт на север по ненаселённому лесу, приток — Сутошка (правый). Впадает в Лолог чуть ниже посёлка Усть-Силайка (Юксеевское сельское поселение).

## Данные водного реестра
По данным государственного водного реестра России относится к Камскому бассейновому округу, водохозяйственный участок реки — Кама от истока до водомерного поста у села Бондюг, речной подбассейн реки — бассейны притоков Камы до впадения Белой. Речной бассейн реки — Кама.
По данным геоинформационной системы водохозяйственного районирования территории РФ, подготовленной Федеральным агентством водных ресурсов:
- Код водного объекта в государственном водном реестре — 10010100112111100002874
- Код по гидрологической изученности (ГИ) — 111100287
- Код бассейна — 10.01.01.001
- Номер тома по ГИ — 11
- Выпуск по ГИ — 1